# Hommelviks kyrka
Hommelviks kyrka (norska: Hommelvik kirke) är en församlingskyrka i Malviks kommun i Trøndelag fylke, Norge. Kyrkan är belägen i centralorten Hommelvik. Kyrkan byggdes 1886 och invigdes den 25 maj 1887 av biskop Niels Laache. Kyrkan kan ta emot 360 besökare. 